# Charles Thomas Newton
Sir Charles Thomas Newton (Bredwardine, 16 settembre 1816 – Margate, 28 novembre 1894) è stato un archeologo britannico il quale condusse importanti missioni archeologiche sulle coste e nelle isole dell'Asia Minore; scoprì fra l'altro il mausoleo di Alicarnasso (1856).

## Biografia
Newton era nato a Bredwardine, un villaggio dell'Herefordshire; studiò alla Shrewsbury School e alla Christ Church di Oxford. Nel 1840 divenne assistente nel Dipartimento di Antichità del British Museum di Londra. Nel 1852 Newton divenne viceconsole a Mitilene e Lesbo, nel Mar Egeo con l'obiettivo di esplorare le coste e le isole dell'Asia Minore, all'epoca sotto l'Impero ottomano. Con l'aiuto finanziario di Lord Stratford de Redcliffe, allora ambasciatore britannico a Costantinopoli, fra il 1852 e il 1855 si scoprì una serie di importanti iscrizioni provenienti dall'isola di Calino; nel biennio 1856-1857 fece la più importante scoperta della sua vita di archeologo con la scoperta dei resti del mausoleo di Alicarnasso, una delle "sette meraviglie" del mondo antico. I risultati furono poi descritti da Newton nelle sue "Histories of Discoveries at Halicarnassus" (Storie delle scoperte ad Alicarnasso) del 1862-1863, scritto in collaborazione con Pullan, e nei suoi "Travels and Discoveries in the Levant" (Viaggi e scoperte nel Levante) del 1865. Arricchì il British Museum con l'acquisto delle sculture Blacas, delle gemme dei Castellani e delle collezioni Farnese e Pourtalès.
Dal 1880 al 1888 fu professore di Archeologia classica all'University College di Londra; i suoi studi universitari furono raccolti in "Art and Archaeology" (Arte e Archeologia) e pubblicati nel 1886. Anche dopo il pensionamento fu molto occupato dallo studio delle iscrizioni greche del British Museum finché la sua salute non declinò negli ultimi anni della sua vita.

## Opere (selezione)
- Charles Thomas Newton and Samuel Birch, Report on the Campana collection, London: Eyre and Spottiswoode, 1856 (Google books)
- Charles Thomas Newton and Richard Popplewell Pullan, A history of discoveries at Halicarnassus, Cnidus & Branchidæ, London: Day & son, 1862 (Google books)
- Travels & Discoveries in the Levant, 2 voll., London : Day, 1865; ristampa: Cambridge etc.: Cambridge University Press, 2010. ISBN 9781108017442. (Vol. I, Google Books) - (Vol. II, Google books)
- Synopsis of the contents of the British museum: Department of Greek and Roman antiquities: Second vase room, London: Printed by order of the Trustees, 1869 (Google books)
- Die griechischen Inschriften : zwei Aufsätze,  Autorisierte Übersetzung von Johannes Imelmann, Hannover : Helwig, 1881
- The collection of ancient Greek inscriptions in the British museum. Vol II, Oxford : at the Clarendon press, 1883; Ristampa anastatica autorizzata dal British museum publications Ltd di Londra, Milano : Cisalpino-La goliardica, 1978
- Essays on Art and Archaeology London: Macmillan, 1886; ristampa: Cambridge etc.: Cambridge University Press, 2010. ISBN 9781108017411